# Bradford (Tennessee)
Bradford é uma cidade  localizada no estado norte-americano de Tennessee, no Condado de Gibson.

## Demografia
Segundo o censo norte-americano de 2000, a sua população era de 1113 habitantes. 
Em 2006, foi estimada uma população de 1069, um decréscimo de 44 (-4.0%).

## Geografia
De acordo com o United States Census Bureau tem uma área de 
4,6 km², dos quais 4,6 km² cobertos por terra e 0,0 km² cobertos por água. Bradford localiza-se a aproximadamente 106 m acima do nível do mar.

## Localidades na vizinhança
O diagrama seguinte representa as localidades num raio de 20 km ao redor de Bradford. 